# The Internet
The Internet è una band americana originaria di Los Angeles, composta dalla cantante Syd, il tastierista Matt Martians, il bassista Patrick Paige II, il batterista Christopher Smith e il chitarrista Steve Lacy.
La loro musica consiste in un mix tra R&B, hip hop, jazz, funk e musica dance elettronica. Hanno pubblicato 4 album in studio e 3 EP dalla loro formazione nel 2011. Il loro album Ego Death, pubblicato nel 2015, ricevette la candidatura ai Grammy Award nella categoria Best Urban Contemporary Album.

## Storia
The Internet è stata fondata all'inizio del 2011 dai membri della Odd Future Syd e Matt Martians, insieme ai membri del tour Patrick Paige, Christopher Smith e Tay Walker. Il nome della band originariamente era nato come uno scherzo, ispirato dalla risposta del collega di Odd Future Left Brain a un giornalista che gli chiedeva da dove venisse, a cui ha risposto: "Odio quando la gente me lo chiede, comincerò a dire che vengo da Internet". L'idea divertì Sydney e ispirò il nome del suo progetto collaterale che alla fine divenne The Internet.
Il loro album di debutto Purple Naked Ladies è stato distribuito il 20 dicembre 2011. È stato il primo album di Odd Future a essere pubblicato attraverso Odd Future Records. Due canzoni dell'album, "Cocaine" e "Fastlane", avevano video musicali per accompagnare la loro pubblicazione. The Internet ha una canzone inclusa nell'album Odd Future The OF Tape Vol. 2, chiamato "Ya Know".
La band ha pubblicato il secondo album Feel Good nel settembre 2013 e ha ricevuto elogi da fan e critici. Il primo singolo dall'album, "Give It Time", è stato pubblicato tramite il SoundCloud ufficiale di Odd Future. Il 10 giugno 2013, la band ha sostenuto Mac Miller a Londra per promuovere il suo secondo album Watching Movies with the Sound Off.
Il loro terzo album Ego Death è stato pubblicato da Odd Future & Columbia il 30 giugno 2015 con un grande successo. Matt Martians su NPR ha detto riguardo al titolo dell'album: "Molte persone che conosciamo stanno solo facendo controllare il proprio ego in molti modi. Alcune persone hanno perso il lavoro quando, l'anno scorso, erano in cima alla montagna; la carriera di alcune persone stava andando in direzioni diverse che non avevano previsto. E solo due parole a cui vuoi che la gente pensi in questi giorni, perché abbiamo molte persone che, su Internet, che si tratti di Instagram, Twitter, è un sacco di ego che in realtà non si basano su nulla che lo sostenga. "
Dopo l'uscita di Ego Death, i membri della band si sono concentrati su singoli progetti solisti. Il 2017 ha visto l'uscita di The Drum Chord Theory di Matt Martians, Fin di Syd, Steve Lacy's Demo, Letters of Irrelevance di Patrick Paige II e Loud di Christopher A. Smith, come parte del duo C&T.
Nel dicembre 2017, Steve Lacy ha detto al DJ Matt Wilkinson di Beats 1 che il seguito di Ego Death era quasi finito. Ha aggiunto: "Mi sento come se questo fosse su un livello più alto di Ego Death. Amo Ego Death, è stato un grande disco, ma so che questo è un passo avanti".
Nell'aprile 2018, Patrick Paige II ha annunciato il suo album di debutto Letters of Irrelevance. Più tardi quel mese, la band pubblicò il singolo "Roll (Burbank Funk)", come promozione del loro quarto album in studio, Hive Mind. La traccia presenta voci soliste congiunte di Steve Lacy e Syd. Il mese successivo la band annuncia il quarto album, Hive Mind, che è arrivato il 20 luglio 2018. Nell'ottobre 2018, The Internet hanno aperto tutti gli spettacoli dei Gorillaz  nella loro tappa nordamericana del The Now Now Tour, concluso con il Demon Dayz Festival. La loro esibizione alla Scotiabank Arena l'8 ottobre 2019 è stata la loro prima in assoluto in uno stadio.

## Discografia

### Album in studio
- 2011 – Purple Naked Ladies
- 2013 – Feel Good
- 2015 – Ego Death
- 2018 – Hive Mind

### EP
- 2012 – Purple Naked Ladies: 4 Bonus Songs
- 2014 – Black and Blue Point Two
- 2015 – Ego Death (Bonus Tracks)

### Singoli
- 2011 – Love Song - 1
- 2011 – They Say
- 2011 – Cocaine
- 2012 – Fastlane
- 2013 – Partners In Crime Part Two
- 2013 – Dontcha
- 2015 – Special Affair
- 2015 – Under Control
- 2015 – Girl
- 2018 – Roll (Burbank Funk)
- 2018 – Come Over
- 2018 – La Di Da

### Altre apparizioni
- 2012 – Navy (Kilo Kish)
- 2012 – They Say (Odd Future)
- 2012 – Blue Jeans (Odd Future's The Internet Mix) (Lana Del Rey)
- 2012 – You're the One (Odd Future's The Internet featuring Mike G Remix) (Charli XCX)
- 2012 – Fitzpleasure (The Internet of Odd Future Remix) (Alt-J)
- 2012 – Watergun (Kilo Kish)
- 2013 – Pull Me Down (The Internet Remix) (Mikky Ekko)
- 2013 – Objects In The Mirror (Mac Miller)
- 2015 – Karma (Internet Edition) (Tay Walker)

## Membri
I contributi si riferiscono ai ruoli dei musicisti nei concerti. Nelle registrazioni in studio, ogni componente del gruppo suona una varietà di strumenti.
- Sydney Bennett  – voce (2011 – in attività)
- Steve Lacy – chitarra, voce (2015 – in attività)
- Matthew Martin – tastiera, voce (2011 – in attività)
- Patrick Paige II – basso (2013 – in attività)
- Christopher Smith – batteria (2013 – in attività)

### Ex-membri
- Tay Walker – tastiera (2011–2013)
- Jameel "KiNTaRO" Bruner – tastiera (2013–2016)

## Premi e candidature

### Soul Train Awards
| Anno | Candidato   | Premio                    | Risultato |
| ---- | ----------- | ------------------------- | --------- |
| 2015 | Themselves  | Centric Certified         | Candidato |
| 2018 | "Come Over" | Song of the Year          | Candidato |
| 2018 | Hive Mind   | Album/Mixtape of the Year | Candidato |
| 2018 | "Come Over" | Video of the Year         | Candidato |

### Grammy Awards
| Anno | Candidato | Premio                        | Risultato |
| ---- | --------- | ----------------------------- | --------- |
| 2016 | Ego Death | Best Urban Contemporary Album | Candidato |